# Егзистенцијалистичка психологија
Егзистенцијалистичка психологија је правац у психологији, инспирисан филозофијом егзистенције. Особеност егзистенцијалистичке психологије је да ставља у жижу својих проучавања људску ситуацију, доживљај света конкретног појединца, испитујући посебно проблеме човекове слободе.